# Вашингтон, Джеральд
Джеральд Вашингтон (англ. Gerald Washington; род. 23 апреля 1982, Сан-Хосе, Калифорния, США) — американский боксёр-профессионал, выступающий в тяжёлой весовой категории. Среди профессионалов бывший претендент на титул чемпиона мира по версии WBC (2017) в тяжёлом весе.
Лучшая позиция по рейтингу BoxRec — 15-я (июль 2019) и являлся 5-м среди американских боксёров тяжёлой весовой категории, а по рейтингам основных международных боксёрских организаций занимал 8-ю строчку рейтинга IBF и 25-ю строку рейтинга WBC, — входя в ТОП-25 лучших тяжеловесов всего мира.

## Биография
Джеральд Вашингтон играл в теннис в юности и служил механиком вертолета в военно-морском флоте Соединенных Штатов от 2000-04. После отъезда Военно-Морского Флота, Вашингтон поступил в Чаффи колледж в ранчо-Кукамонга (Калифорния) и несмотря на то, что играл только один год организованный футбол в средней школе, он преуспел на уровне колледжа. Как второкурсник трудный конец, он был назначен в 2005 спортивное Бюро сиджей все-американская первая команда, супер преп JUCO 100, Ю. С. спортивное Бюро всех государств региона первая команда II и все-Предгорной конференции первой команды. После завершения своего сезона второкурсника, Вашингтон переведен в университет Южной Калифорнии в 2006 году, где он боролся с травмами и поочередно трудный конец и защитник. Он пошёл undrafted в качестве профессионального и проводили минимальное время в НФЛ на отряды практике для Сиэтл Сихокс и Баффало.

## Профессиональная карьера
Карьеру профессионального боксёра Джеральд Вашингтон начал 28 июля 2012 года победив техническим нокаутом своего соотечественника Блю Делонга.
8 декабря 2012 года встретился с Маркусом Вашингтоном, которого Джеральд нокаутировал в 1-м же раунде.
8 июня 2013 года встретился с Шерманом Уильямсом. Вашингтон хорошо использовал свое преимущество в росте и скорости, хорошо двигался, а во втором раунде даже сумел отправить Уильямса в нокдаун двумя ударами правой, поймав его на контратаке. Это был первый нокдаун Уильямса за последние 14 лет. И хотя нокаутировать ветерана Вашингтону не удалось, он уверенно довел бой до своей победы — по окончании восьми раундов все трое судей отдали победу Джеральду Вашингтону со счетом 79:72.
9 августа 2013 года встретился с непобежденным Джерри Форрестом. Вашингтон нокаутировал противника во 2 раунде.
27 июня 2014 года встретился с Трэвисом Уокером. Уокер начал бой весьма агрессивно, но Вашингтон хорошо держал дистанцию благодаря работе джебом, а уже во втором раунде сам зажал Трэвиса возле канатов ринга, засыпав его тяжелыми ударами, после которых тот оказался в нокдауне и не смог продолжить бой.
22 августа 2014 года встретился с Наги Агилерой. Если в первой половине боя Вашингтон ещё отвечал на джебы Агилеры, которые раз за разом достигали его головы, то последние четыре раунда он провел, не делая в ринге практически ничего, в то время как Агилера постоянно давил, работал и иногда попадал. Пожалуй, лишь то, что бой проходил в родном для Вашингтона штате, спасло его от первого поражения на профессиональном ринге — двое судей отдали ему победу со счетом 78:74, а ещё один — со счетом 77:75, что выглядело очень сомнительным вердиктом.
11 декабря 2014 года встретился с Майком Шеппардом. Вашингтон нокаутировал противника в 1 раунде.
13 марта 2015 года встретился с Джейсоном Гаверном. Вашингтон победил единогласным решением судей.

#### Бой с Амиром Мансуром
13 октября 2015 года встретился с Амиром Мансуром. Вашингтон доминировал в ринге в первых четырёх раундах, держа Мансура на дистанции и не давая ему приблизиться с ударами. Но вскоре Джеральд начал уставать, ситуация в ринге кардинально изменилась — вся вторая половина боя прошла при преимуществе Мансура, хотя его активность в инсайде Вашингтон гасил клинчами, не давая как следует вложиться в удар. Бой продлился все отведенные регламентом 10 раундов, после которых судьи вынесли свой вердикт — 97:93 в пользу Вашингтона, 96:94 в пользу Мансура и 95:95. Таким образом, бой закончился вничью.

#### Бой с Эдди Чемберсом
30 апреля 2016 года встретился с бывшим претендентом на титул чемпиона мира Эдди Чемберсом. Вашингтон доминировал весь бой и победил единогласным решением судей.

#### Бой с Рэем Остином
16 июля 2016 года состоялся бой Вашингтона с 45-летним опытным соотечественником Рэйем Остином (29-7-4, 18 КО), которого Вашингтон победил нокаутом, уложив на настил мощным правым кроссом в 4-м раунде.

#### Чемпионский бой с Деонтеем Уайлдером
У чемпиона мира Деонтея Уайлдера на 25 февраля 2017 года был запланирован бой с поляком Анджеем Вавжиком (33-1, 19 KO), но 25 января стало известно, что Вавжик провалил допинг-тест (пробы, взятые у поляка 15 и 16 января в Варшаве, дали положительный результат на анаболический стероид «станозолол») и ему срочно нашли замену в лице Джеральда Вашингтона (18-0-1, 12 KO), который должен был выступать в андеркарте этого же боя.
Претендент довольно неожиданно сумел записать на свой счёт первые три раунда. Будучи более активным, андердог жёстко работал джебом и одиночными ударами справа. 4 раунд Уайлдер записал себе в актив. В пятом раунде серией ударов Уайлдер отправил своего соперника в нокдаун, тот сумел подняться и продолжить бой, но последующее добивание вынудило рефери остановить поединок.

#### Бой с Джарреллом Миллером
29 июля 2017 года встретился с непобеждённым нокаутером Джареллом Миллером. Вашингтон очень хорошо начал 1 раунд, много двигаясь и работая джебом, но уже в конце первой трехминутки Миллер стал успешно сокращать дистанцию и доставать своего оппонента ударами в голову и по корпусу. Со 2 раунда в ринге началось медленное, но методичное избиение Вашингтона, которое ему удалось прекратить только в начале шестой трехминутки, когда он взорвался серией точных ударов в голову Миллера. Однако ему так и не удалось серьёзно потрясти соперника. Уже в конце этого раунда Миллер едва не завершил бой досрочно — от нокаута Вашингтона спас гонг. Седьмой и восьмой раунды также прошли при полном преимуществе Миллера. После 8 раунда угол Вашингтона сигнализировал рефери о снятии своего боксёра. Миллеру была присуждена победа техническим нокаутом.

#### Бой с Адамом Ковнацким
26 января 2019 года встретился с Адамом Ковнацким. Ковнацкий легко сократил дистанцию, навязал рубку на ближней, принялся перебивать американца. Уже в стартовом раунде Вашингтон перешёл в режим выживания. С трудом продержавшись до 2-го раунда, американец напропускал и оказался в тяжёлом нокдауне. Рефери сомневался, но позволил Вашингтону продолжить бой. Ковнацки ринулся на добивание, после чего рефери остановил поединок.

#### Бой с Дереком Чисорой
В субботу, 12 августа 2023 года, в Лондоне на арене «O2 Arena» состоялся бой с британецем Дереком Чисорой. Поединок в супертяжелом весе продлился все 10 раундов и завершился победой Чисоры единогласным решением судей (97-94, 98-93, 96-94).

## Статистика профессиональных боёв
В таблице перечислены результаты всех поединков боксёров.
В каждой строке указан результат поединка. Дополнительно номер поединка обозначен цветом, который обозначает итог поединка. Расшифровка обозначений и цветов представлена в нижеследующей таблице.
| Пример | Расшифровка                     |
| ------ | ------------------------------- |
|        | Победа                          |
|        | Ничья                           |
|        | Поражение                       |
|        | Планируемый поединок            |
|        | Поединок признан несостоявшимся |
| КО     | Нокаут                          |
| ТКО    | Технический нокаут              |
| PTS    | Решение судей (по очкам)        |
| UD     | Единогласное решение судей      |
| MD     | Решение большинства судей       |
| SD     | Раздельное решение судей        |
| RTD    | Отказ от продолжения боя        |
| DQ     | Дисквалификация                 |
| NC     | Поединок признан несостоявшимся |

| 27 поединков, 20 побед (13 нокаутом), 1 ничья, 6 поражений. | 27 поединков, 20 побед (13 нокаутом), 1 ничья, 6 поражений. | 27 поединков, 20 побед (13 нокаутом), 1 ничья, 6 поражений. | 27 поединков, 20 побед (13 нокаутом), 1 ничья, 6 поражений. | 27 поединков, 20 побед (13 нокаутом), 1 ничья, 6 поражений. | 27 поединков, 20 побед (13 нокаутом), 1 ничья, 6 поражений. | 27 поединков, 20 побед (13 нокаутом), 1 ничья, 6 поражений.                                        |
| Бой                                                         | Рекорд                                                      | Дата боя                                                    | Соперник                                                    | Место проведения боя                                        | Результат                                                   | Комментарии                                                                                        |
| ----------------------------------------------------------- | ----------------------------------------------------------- | ----------------------------------------------------------- | ----------------------------------------------------------- | ----------------------------------------------------------- | ----------------------------------------------------------- | -------------------------------------------------------------------------------------------------- |
| 27                                                          | 20-6-1                                                      | 12 августа 2023                                             | Дерек Чисора (33-13)                                        | O2 Арена, Лондон, Великобритания                            | UD 10                                                       | Счёт судей: 98-93, 97-94 и 96-94.                                                                  |
| 26                                                          | 20-5-1                                                      | 1 января 2022                                               | Али Эрен Демирезен (14-1)                                   | Seminole Hard Rock Hotel & Casino, Холливуд, Флорида, США   | TKO 8 (10), 0:27                                            | |
| 25                                                          | 20-4-1                                                      | 22 февраля 2020                                             | Чарльз Мартин (27-2-1)                                      | MGM Grand Garden Arena, Лас-Вегас, Невада, США              | TKO 6 (12), 1:57                                            | Бой за статус официального претендента на титул чемпиона мира по версии IBF в тяжёлом весе.        |
| 24                                                          | 20-3-1                                                      | 13 июля 2019                                                | Роберт Хелениус (28-2)                                      | Миннеаполис, Миннесота, США                                 | KO 8 (10), 2:32                                             | |
| 23                                                          | 19-3-1                                                      | 26 января 2019                                              | Адам Ковнацкий (18-0)                                       | Барклайс-центр, Бруклин, Нью-Йорк, США                      | TKO 2 (10), 1:09                                            | Вашингтон в нокдауне во 2-м раунде.                                                                |
| 22                                                          | 19-2-1                                                      | 10 июня 2018                                                | Джон Уэсли Ноуфайер (20-1)                                  | Ланкастер, Калифорния, США                                  | UD 10                                                       | Счёт: 98-91, 97-92 (дважды).                                                                       |
| 21                                                          | 18-2-1                                                      | 29 июля 2017                                                | Джаррелл Миллер (18-0-1)                                    | Барклайс-центр, Нью-Йорк, США                               | RTD 8 (10), 3:00                                            | |
| 20                                                          | 18-1-1                                                      | 25 февраля 2017                                             | Деонтей Уайлдер (37-0)                                      | Legacy Arena, Бирмингем, Алабама, США                       | TKO 5 (12), 1:45                                            | Бой за титул чемпиона мира по версии WBC (5-я защита Уайлдера). Вашингтон в нокдауне в 5-м раунде. |
| 19                                                          | 18-0-1                                                      | 16 июля 2016                                                | Рэй Остин (29-7-4)                                          | Legacy Arena, Бирмингем, Алабама, США                       | KO 4 (10), 1:45                                             | |
| 18                                                          | 17-0-1                                                      | 30 апреля 2016                                              | Эдди Чемберс (42-4)                                         | Стабхаб Сентер, Карсон, Калифорния, США                     | UD 8                                                        | Счёт: 73-79, 72-80 (дважды).                                                                       |
| 17                                                          | 16-0-1                                                      | 13 октября 2015                                             | Амир Мансур (22-1)                                          | Little Creek Casino Resort, Вашингтон, США                  | SD 10                                                       | Счёт: 96-94, 95-95, 93-97.                                                                         |
| 16                                                          | 16-0                                                        | 13 марта 2015                                               | Джейсон Гаверн (26-18-4)                                    | Citizens Business Bank Arena, Онтэрио, Калифорния, США      | UD 8                                                        | Счёт: 78-71, 79-70 (дважды).                                                                       |
| 15                                                          | 15-0                                                        | 11 декабря 2014                                             | Майк Шеппард (22-17-1)                                      | Pechanga Resort & Casino, Темекьюла, Калифорния, США        | KO 1 (8), 1:26                                              | |
| 14                                                          | 14-0                                                        | 22 августа 2014                                             | Наги Агилера (19-8)                                         | Sports Center, Фэрфилд, Калифорния, США                     | UD 8                                                        | Счёт: 77-75, 78-74 (дважды).                                                                       |
| 13                                                          | 13-0                                                        | 27 июня 2014                                                | Трэвис Уокер (39-11-1)                                      | Hard Rock Hotel and Casino, Лас-Вегас, Невада, США          | TKO 2 (8), 0:31                                             | |
| 12                                                          | 12-0                                                        | 3 апреля 2014                                               | Скипп Скотт (16-1)                                          | Fantasy Springs Casino, Индио, Калифорния, США              | KO 2 (10), 1:40                                             | |
| 11                                                          | 11-0                                                        | 24 января 2014                                              | Аррон Лайонс (12-14-1)                                      | Fantasy Springs Casino, Индио, Калифорния, США              | TKO 5 (8), 0:50                                             | |
| 10                                                          | 10-0                                                        | 19 октября 2013                                             | Трэвис Фултон (21-32-1)                                     | Deportivo Morelos, Мехико, Мексика                          | TKO 1 (8), 2:20                                             | |
| 9                                                           | 9-0                                                         | 9 августа 2013                                              | Джерри Форрест (7-0)                                        | Fantasy Springs Casino, Индио, Калифорния, США              | KO 2 (8), 1:32                                              | |
| 8                                                           | 8-0                                                         | 8 июня 2013                                                 | Шерман Уильямс (35-12-2)                                    | Стабхаб Сентер, Карсон, Калифорния, США                     | UD 8                                                        | |
| 7                                                           | 7-0                                                         | 8 марта 2013                                                | Кёртис Харпер (7-1)                                         | Fantasy Springs Casino, Индио, Калифорния, США              | TKO 5 (6), 0:39                                             | |
| 6                                                           | 6-0                                                         | 11 января 2013                                              | Джуан Хьюли (1-5)                                           | Fantasy Springs Casino, Индио, Калифорния, США              | UD 4                                                        | |
| 5                                                           | 5-0                                                         | 8 декабря 2012                                              | Маркус Вашингтон (1-0)                                      | Business Expo Center, Анахайм, Калифорния, США              | KO 1 (4), 0:23                                              | |
| 4                                                           | 4-0                                                         | 3 ноября 2012                                               | Брэндон Спенсер (1-3-1)                                     | Business Expo Center, Анахайм, Калифорния, США              | KO 3 (4), 0:21                                              | |
| 3                                                           | 3-0                                                         | 29 сентября 2012                                            | Терранс Перро (1-0)                                         | Phoenix Club, Anaheim, Калифорния, США                      | UD 4                                                        | |
| 2                                                           | 2-0                                                         | 24 августа 2012                                             | Гэри Кобиа (0-1)                                            | Fantasy Springs Casino, Индио, Калифорния, США              | TKO 1 (4), 1:22                                             | |
| 1                                                           | 1-0                                                         | 28 июля 2012                                                | Блу Делонг (0-3)                                            | SAP-центр в Сан-Хосе, Калифорния, США                       | TKO 1 (4), 2:36                                             | Профессиональный дебют.                                                                            |
| Бой                                                         | Рекорд                                                      | Дата боя                                                    | Соперник                                                    | Место проведения боя                                        | Результат                                                   | Комментарии                                                                                        |